# 小谷勉
小谷 勉（こたに つとむ、1918年（大正7年）9月12日 - 1976年（昭和51年）8月1日）は、日本の医師、医学博士、教育者、大日本帝国陸軍軍医。

## 経歴
- 1918年 - 大阪府に生まれる。
- 1942年 - 大阪帝国大学医学部卒業。卒業後は陸軍歩兵第8連隊に入営。
- 1943年 - 陸軍軍医中尉としてシンガポールに赴任。終戦時、陸軍軍医大尉。
- 1947年 - 内地帰還。
- 1948年 - 大阪大学医学部整形外科学教室に入局。
- 1949年 - 大阪大学医学部助手となる。
- 1950年 - 大阪大学付属石橋分院外科勤務。
- 1951年 - 国立療養所大阪厚生園外科勤務。
- 1952年 - 大阪市立医科大学整形外科教室、水野祥太郎教授の下で講師を勤める[1]。
- 1954年 - アメリカ合衆国へ留学。
- 1961年 - 大阪市立大学教授に就任。
- 1965年 - 大阪市立身体障害者福祉センター館長に就任。
- 1971年 - 医学部長に就任。日本手の外科学会会長に就任。
- 1972年 - 大阪市立大学付属病院院長に就任。
- 1974年 - 退官。
- 1976年 - 麻痺性の腸閉塞のため大阪市立大学付属病院で死去。北浜カトリック教会で葬儀が行われた[2]。

## 人物像
- パウロ小谷という洗礼名の敬虔なキリスト教徒であった[3]。
- 趣味として絵画、スキー、野球を楽しんでいた。整形外科学教室では野球チームを設立して「デフォルマンス」と命名。セカンドを守り、トップバッターとして打席に立った[4]。

## 受章
- 1976年 - 正四位勲三等瑞宝章受章